# قرابة جينية (لغة)

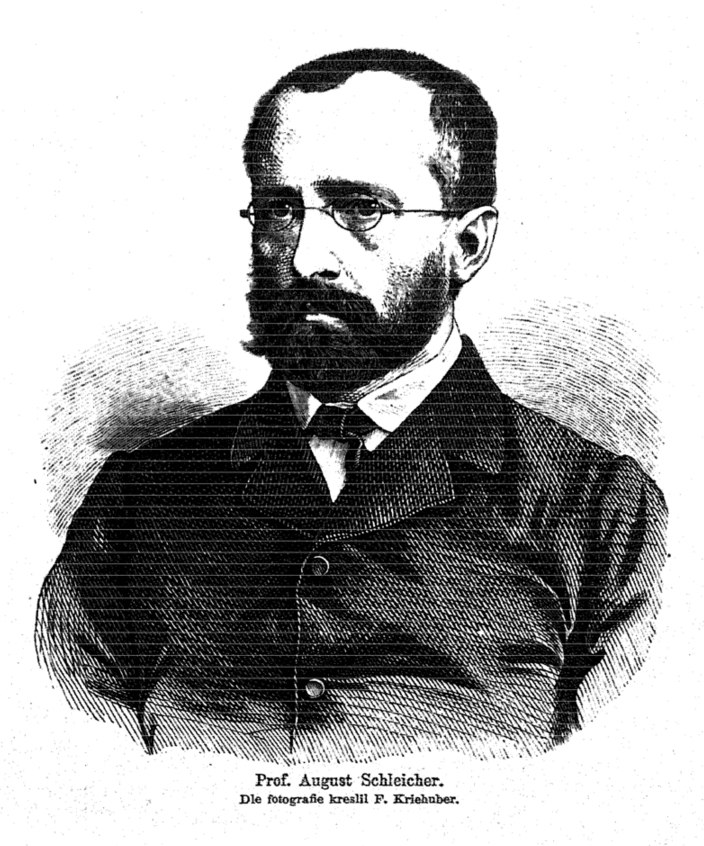

قرابة جينية صفة في علم اللغة ، توصف بها اللغات التي تعود إلى لغة أولية مشتركة. بالإضافة إلى ذلك، يشير مصطلح «جيني» في علم اللغة إلى صنف من الأسئلة والمشكلات التي تتعلق بجوانب معينة عن أصل أو منشأ اللغة. تجمع اللغات ذات القرابة جينيًا في عائلة لغوية أو بشكل عام في وحدة جينية . كلاهما يحدد عبر خصائص الابتكارات المشتركة (على سبيل المثال في النطقيات، وتشكيل الكلمة، والمورفولوجيا). عادة ما يتم تقديم علاقة اللغة الجينية في شكل شجرة عائلة (نظرية شجرة العائلة). لذلك يُشار إلى اللغات على أنها ذات صلة إذا نشأت من لغة أصل مشتركة أو لغة أولية (انظر أيضًا تغيير اللغة).
لا يستوجب أن تستند أوجه التشابه بين اللغات إلى أصلها المشترك من لغة بدئية، فهناك أيضًا أوجه تشابه ناتجة عن الاتصال اللغوي أو من القوانين الداخلية للغات من نفس نمط اللغة.

## إثبات القرابة
يتحقق إثبات أن لغتين أو أكثر ذات قرابة جينية إذا كان للغات عدد كاف من السمات المشتركة ويمكن «استبعاد» السببين المحتملين التاليين للتشابه، بشيء من الطمأنينة:
- نشأت أوجه التشابه «بشكل مستقل عن بعضها البعض» في كل من اللغات.
- نشأت أوجه التشابه من خلال الاتصال اللغوي بين اللغتين قيد الفحص أو من خلال الاتصال هاتين اللغتين بلغة ثالثة.

إلا أن سؤال متى يتم استبعاد الأسباب البديلة «بشيء من الطمأنينة» هو موضوع جدال في اللسانيات.
بما أن مسألة الأصل الأحادي (Monophylie) للغات العالمية لا تزال دون حل، فإن االقرابة الجينية بين اللغات هو التفسير الأكثر قبولًا، إذ لا توجد طريقة لإثبات أن لغتين فيهما سمات مشتركة أصلية ليستا قريبتين جينيًا.

## الحدود
يجب التمييز بين مفهوم القرابة الجينية في اللغويات عن مفهوم القرابة الجينية (الوراثية) في علم الأحياء. بشكل خاص في الأنثروبولوجيا أو الإثنولوجيا: لا يستوجب أن يكون المتحدثون بلغات قريبة جينيًا مرتبطين إثنيًا (بيولوجيا - جينيًا). ويمكن أن تكون اللغة الإنجليزية مثالاً على ذلك، إذ لا يتحدر كل متحدث باللغة الإنجليزية مباشرة من الأنجلو ساكسون.
لا يمكن أيضًا فهم اللغات المولدة (الكريولية) بمصطلح القرابة الجينية. إذ تدرس من قبل قسم فرعي منفصل للسانيات، هو الكريوليات creolistics .
على غرار اللغات المولدة، من غير الممكن أو بصعوبة بمكان تصنيف معظم اللغات الاصطناعية جينيًا، على الرغم من أن أصلها معروف في الغالب.

## روابط إنترنت
- لغات العالم. نسخة محفوظة 7 مارس 2021 على موقع واي باك مشين. الجزء الأول: مقدمة. نسخة محفوظة 7 مارس 2021 على موقع واي باك مشين. جامعة توبنغن نسخة محفوظة 7 مارس 2021 على موقع واي باك مشين.
- التصنيف الجيني للغات. نسخة محفوظة 7 مارس 2021 على موقع واي باك مشين. الجزء الثاني: الأساليب الإحصائية. نسخة محفوظة 7 مارس 2021 على موقع واي باك مشين. جامعة توبنغن نسخة محفوظة 7 مارس 2021 على موقع واي باك مشين.
- جيرهارد جاجر: كيف تساعد المعلوماتية الحيوية في إعادة بناء تاريخ اللغة. T übingen ، الرابع والعشرون نوفمبر 2011 ([وصلة مكسورة] على www.sfs.uni-tuebingen.de)

## حواشي
1. ↑  يوست غيبرت: Genetisch. In: Helmut Glück (Hrsg.): Metzlers Lexikon Sprache. Verlag J. B. Metzler, Stuttgart/Weimar 2005, S. 220.
2. ↑  Gerhard Jäger: Wie die Bioinformatik hilft, Sprachgeschichte zu rekonstruieren. Universität Tübingen, S. 1–27 نسخة محفوظة 2016-03-04 على موقع واي باك مشين.
3. ↑  Reinhard Köhler, Gabriel Altmann, Raĭmond Genrikhovich Piotrovskiĭ: Quantitative Linguistik. Bd. 27 Handbücher zur Sprach- und Kommunikationswissenschaft, Walter de Gruyter, Berlin 2005, ISBN 3-1101-5578-8, S. 633 ff.
4. ↑  Methodisches zur Sprachverwandtschaft. www.christianlehmann.eu نسخة محفوظة 2016-03-04 على موقع واي باك مشين.
5. ↑  Genetik und Sprache. Stammbaum der biologischen Gene und Sprachen نسخة محفوظة 4 مارس 2016 على موقع واي باك مشين.